# فاتن صدقية
فاتن صدقية لوبيس (بالإندونيسية: Fatin Shidqia) (مواليد 30 يوليو 1996) هي مغنية من إندونيسيا. فازت في الموسم الأول من النسخة الإندونيسية من ذا إكس فاكتور مايو 2013 .

## وصلات خارجية
- فاتن صدقية على موقع ميوزك برينز (الإنجليزية)
- فاتن صدقية على موقع أول ميوزيك (الإنجليزية)

- الموقع الرسمي نسخة محفوظة 17 ديسمبر 2014 على موقع واي باك مشين.